# Belmopan
Belmopan [englisch bɛlmoʊˈpæn] ist die Hauptstadt des mittelamerikanischen Staates Belize (bis 1973 Britisch-Honduras) und hat etwa 27.000 Einwohner (Stand: 2021). Der Name Belmopan ist ein Kunstbegriff und wurde aus den Wörtern Belize und Mopan (einem örtlichen Fluss) zusammengesetzt. Belmopans Stadtgründung war am 1. August 1970.

## Lage
Belmopan liegt östlich des Flusses Belize auf 17° 15' nördlicher Breite und 88° 46' westlicher Länge in einer Höhe von 76 Metern über dem Meeresspiegel. Die Stadt befindet sich in der Provinz Cayo, rund 80 km weiter landeinwärts als die an der Küste des Golfs von Honduras gelegene frühere Hauptstadt Belize City, die am 31. Oktober 1961 vom Hurrikan Hattie weitgehend zerstört wurde.

## Geschichte
Im Jahr 1965 wurde der endgültige Beschluss gefasst, eine neue Hauptstadt an einem sichereren Ort zu errichten, und im Jahr 1970 konnte der Regierungssitz von Britisch-Honduras nach Belmopan verlegt werden. Die Regierungsgebäude wurden im modernen Stil an die klassische Maya-Architektur angelehnt. Im Jahre 2000 wurde der kommunalrechtliche Status der Stadt von „Town“ zu „City“ heraufgestuft. 
Ursprünglich waren für die Planhauptstadt 40.000 Einwohner vorgesehen. Doch wuchs die Stadt anfangs langsamer als geplant, auch aufgrund der Lage und des heißen und schwülen Klimas und vor allem, weil – von Behörden abgesehen – nur wenige Arbeitgeber von Belize City nach Belmopan umzogen. Die meisten großen Unternehmen und Organisationen sowie die meisten Botschaften sind nach wie vor in Belize City beheimatet. 2021 hatte die Stadt etwa 27.000 Einwohner.

## Einrichtungen und Sehenswürdigkeiten
In dem Ort befindet sich auch die Universität von Belize. Beliebte Ausflugspunkte unweit von Belmopan sind der Guanacaste-Nationalpark und der Belize Zoo. Von Belmopan aus werden unter anderem auch Touren in die als archäologischer Fundplatz bedeutsame Höhle Actun Tunichil Muknal organisiert.

## Bevölkerung
| Jahr | Einwohnerzahl |
| ---- | ------------- |
| 1980 | 2.935         |
| 1991 | 3.558         |
| 2000 | 5.088         |
| 2010 | 13.931        |
| 2018 | 23.038        |
| 2021 | 26.906        |

## Städtepartnerschaften
- Lansing, Michigan, USA

## Söhne und Töchter der Stadt
- Carlos Slusher (* 1971), Fußballspieler
- Dion Frazer (* 1981), Fußballspieler
- Elroy Smith (* 1981), Fußballspieler